# 特魯德-赫雷貝尼克
46°54′41″N 29°53′40″E / 46.91139°N 29.89444°E
特魯德-赫雷貝尼克（羅馬化：Trud-Hrebenyk）是位於烏克蘭西南部的村莊，由敖德萨州羅茲迪利納區的斯捷潘尼夫卡市鎮負責管轄。該村始建於1944年，面積0.37平方公里，海拔高度86米，2001年人口13，人口密度每平方公里35.52人。